# Kāvmeleh
Kāvmeleh (persiska: كاومِلِه, كاومَلِه, كَرَمِلَ, كَرمَلِه, کاومله) är en ort i Iran.   Den ligger i provinsen Kurdistan, i den nordvästra delen av landet, 500 km väster om huvudstaden Teheran. Kāvmeleh ligger 1 711 meter över havet och antalet invånare är 170.
Terrängen runt Kāvmeleh är kuperad. Runt Kāvmeleh är det ganska glesbefolkat, med 50 invånare per kvadratkilometer. Närmaste större samhälle är Bīān Darreh, 12,6 km väster om Kāvmeleh. Trakten runt Kāvmeleh består i huvudsak av gräsmarker.